# 1068
Évszázadok: 10. század – 11. század – 12. század
Évtizedek: 1010-es évek – 1020-as évek – 1030-as évek – 1040-es évek – 1050-es évek – 1060-as évek – 1070-es évek – 1080-as évek – 1090-es évek – 1100-as évek – 1110-es évek
Évek: 1063 – 1064 – 1065 – 1066 –  1067 – 1068 – 1069 – 1070 – 1071 – 1072 – 1073

## Események
- január 1. – IV. Rómanosz bizánci császár trónra lépése (1071-ben megfosztják a tróntól).
- A besenyők és az úzok betörése Magyarországra, végigpusztítják a Maros és a Szamos völgyét, végül a királyi sereg Kerlésnél (Cserhalom) döntő vereséget mér rájuk.[1]
- A kunok legyőzik I. Izjaszláv kijevi nagyfejedelem seregét, aki ellen Kijev népe fellázad és csak lengyel segítséggel tudja hatalmát visszaszerezni.
- Go-Szandzsó japán császár trónra lépése.
- Hódító Vilmos beveszi Exeter városát.

## Születések
- I. Henrik angol király († 1135)
- I. Péter aragóniai király († 1094).

## Halálozások
- Go-Reizei japán császár